# Стефан (Светозаров)
Архимандрит Стефан (в миру Леонид Михайлович Светозаров; 1890 — 7 мая 1969) — священнослужитель Русской Православной Церкви, архимандрит; политзаключённый.
Родился в 1890 году в селе Грязы Тамбовской губернии в дворянской семье. В период обучения в Императорском Санкт-Петербургском университете на естественно-историческом отделении физико-математического факультета арестовывался (1908) за принадлежность к партии социалистов-революционеров. Участник Первой мировой войны, подпоручик. Жил в Валаамском монастыре (с 1918 года — в независимой Финляндии), затем в 1921 году выехал в Чехословакию, где преподавал в гимназиях, в 1927 году — во Францию.
В Париже учился в Свято-Сергиевском богословском институте. Пострижен в монашество с именем Стефан в 1930 году в Праге, иеромонах. В 1930—1931 годах Стефан (Светозаров) в составе небольшой группы отказался поддержать митрополита Евлогия (Георгиевского), по политическим причинам уволенного митрополитом Сергием (Страгородским) от управления русскими церквами в Западной Европе и перешедшего в юрисдикцию Константинопольского Патриархата.
Помощник первого настоятеля Трехсвятительского подворья в Париже еп. Вениамина (Федченкова), затем настоятель Свято-Троицкого храма в парижском пригороде Ванв. В 1940-х годах настоятель Трехсвятительского подворья; с 1942 года благочинный приходов Московской Патриархии во Франции. Архимандрит (1945). Являлся духовником философа Николая Бердяева.
Член Союза советских патриотов, в 1946 году участвовал в съезде Союза, был на приеме у министра иностранных дел СССР Молотова. В 1947 году выехал в СССР. Некоторое время жил в недавно открытой Троице-Сергиевой Лавре, затем назначен настоятелем прихода в Осташкове, после переведен настоятелем церкви Троицы Живоначальной («Белая Троица») в Калинине.
В 1953 году вместе с семерыми прихожанами арестован за создание «контрреволюционной организации и распространение литературы религиозно-монархического содержания», приговорён к 25 годам исправительно-трудовых лагерей. Реабилитирован в 1957 году.
С 1959 года — наместник Свято-Духовского монастыря в Вильнюсе, где и скончался 7 мая 1969 года.